# Parapnyxia terricola
Parapnyxia terricola är en tvåvingeart som först beskrevs av Jean-Jacques Kieffer 1919.  Parapnyxia terricola ingår i släktet Parapnyxia och familjen sorgmyggor.
Artens utbredningsområde är Algeriet. Inga underarter finns listade i Catalogue of Life.